# Paks Margareeta
Paks Margareeta (en estonià:Margarida la Grossa) és una torre de defensa que formava part de les fortificacions exteriors de la muralla de Tallinn, situada a l'extrem del carrer Pikk tänav al centre històric de Tallinn. Actualment allotja el Museu Marítim d'Estònia.

## Història
Després de la finalització de la muralla de Tallinn, es van començar a construir portes exteriors davant de les torres de les portes existents per tal de reforçar les parts més febles de la muralla. La porta exterior de la Suur Rannavärav (Gran Porta de la Costa) recordava l'actual porta exterior de Viru amb les seves dues petites torres. La torre occidental més petita s'ha conservat, mentre que a l'emplaçament de l'oriental es troba ara Paks Margareeta.
Sota els fonaments de Paks Margareeta es conserven les muralles de l'anterior Suur Rannavärav.

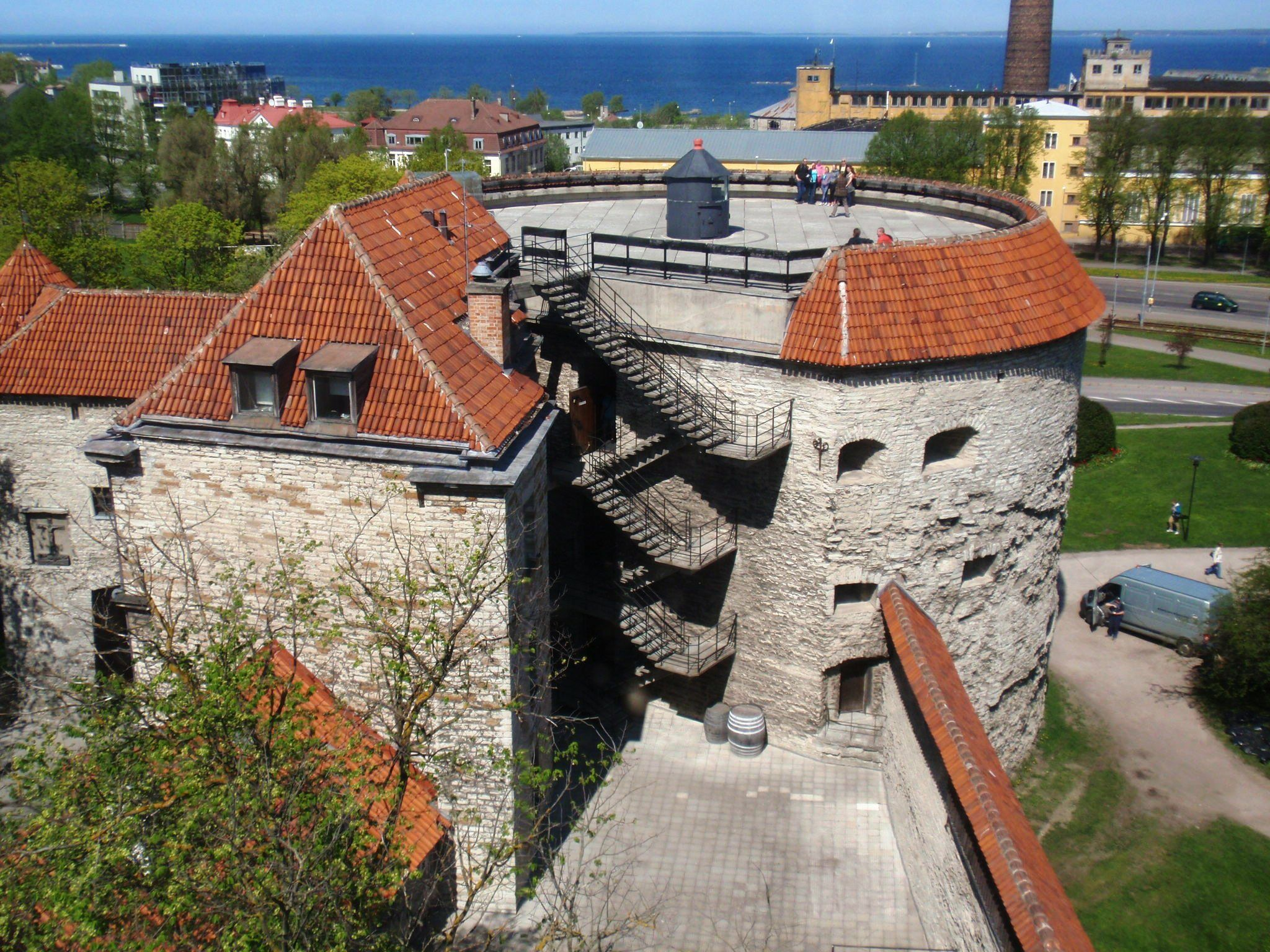
Paks Margareeta (2011)

La torre d'artilleria Paks Margareeta es va construir durant la tercera renovació de la [Suure Rannavärava eesvärav (porta exterior de la Gran Porta de la Costa) entre el 1518 i el 1529 a l'antic emplaçament de Roosiaia (jardí de roses). La torre va rebre el seu nom actual el 1842; abans es deia Rosencrantz. Probablement Clemens Pale va dissenyar la torre; des de la dècada de 1520, les obres van ser dirigides pel mestre Gert Koningk de Münster, que també havia treballat a l'Església de Sant Olaf. Les obres de reconstrucció es van completar totalment el 1531. L'acabament de les obres principals (1529) està marcat per una placa heràldica d'estil flamíger de dolomita a la part exterior de la porta exterior.

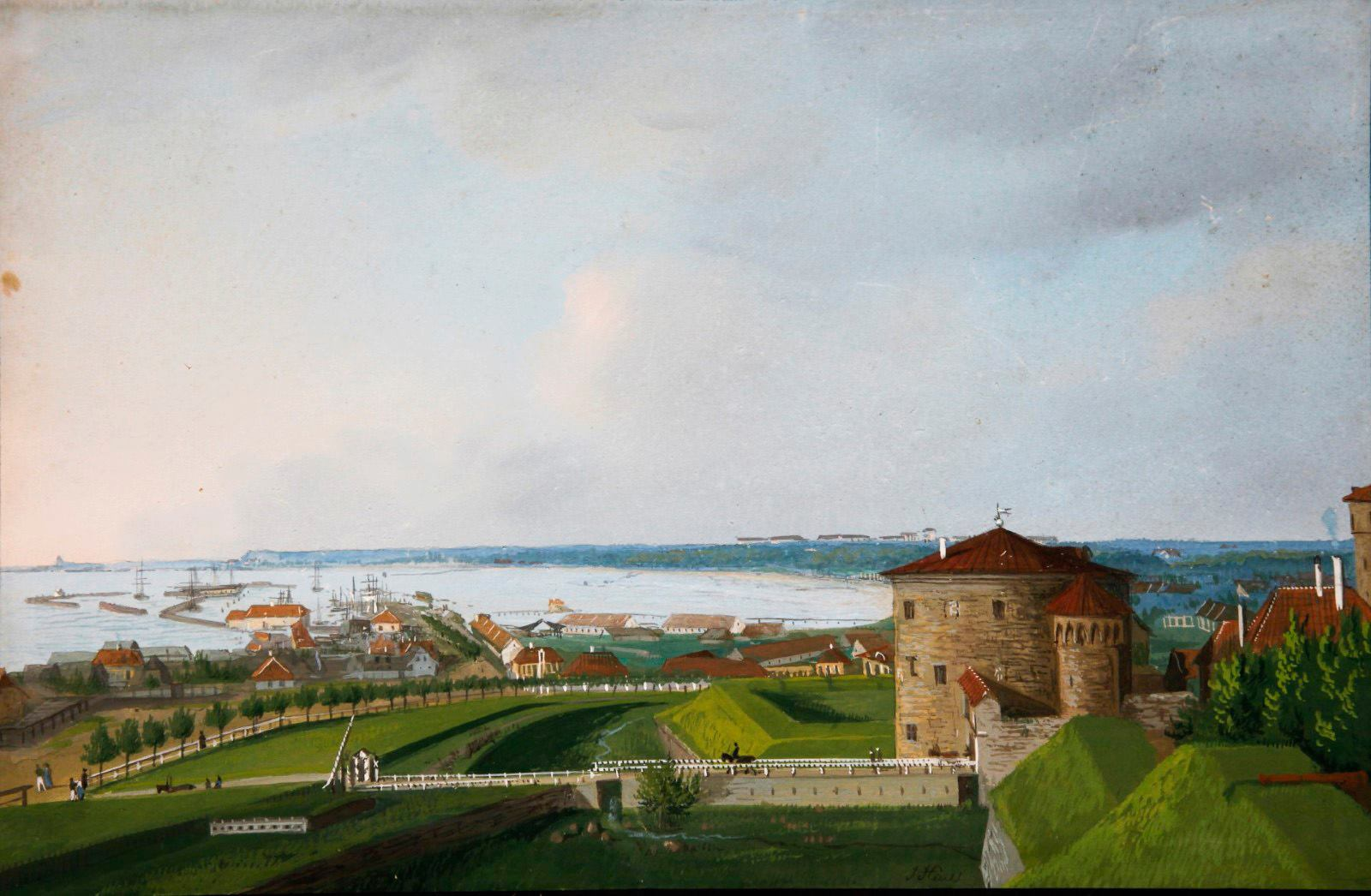
Vista del port de Tallinn, Johannes Hau (1838)
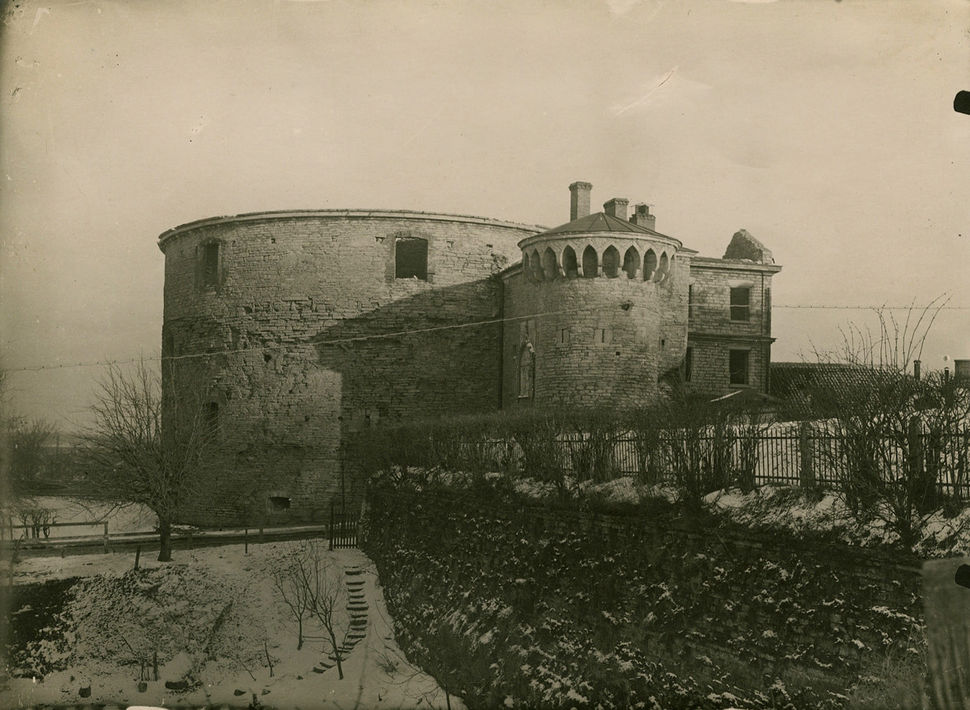
Paks Margareeta i la porta exterior de la Gran Porta de la Costa (1924)
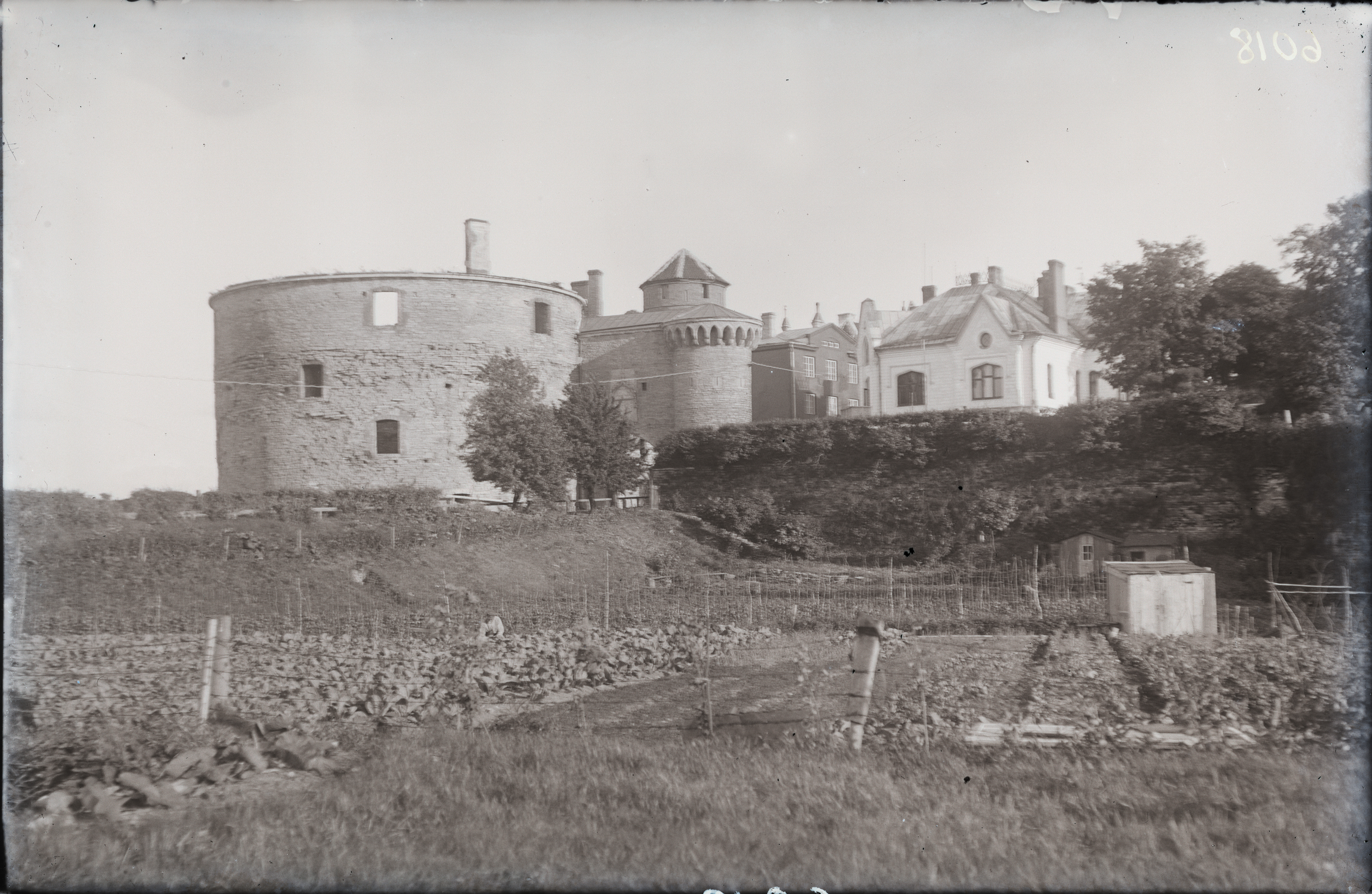
Paks Margareeta, la Suure Rannavärava eesvärav i el Rannavärava mägi (1930/1940)

La torre d'artilleria Paks Margareeta es va construir amb una forma de tres quarts de cercle amb un diàmetre de 25 m i un gruix de paret de 4,4–6,5 m, amb el gruix disminuint gradualment a mesura que s'enlaira cap amunt. Originalment, la torre tenia cinc pisos; els tres pisos inferiors estaven destinats a canons, el quart era un pis de matacà i el cinquè era una plataforma oberta amb nombroses espitlleres situada sobre el matacà, amb un passadís de defensa cobert al voltant de la vora.

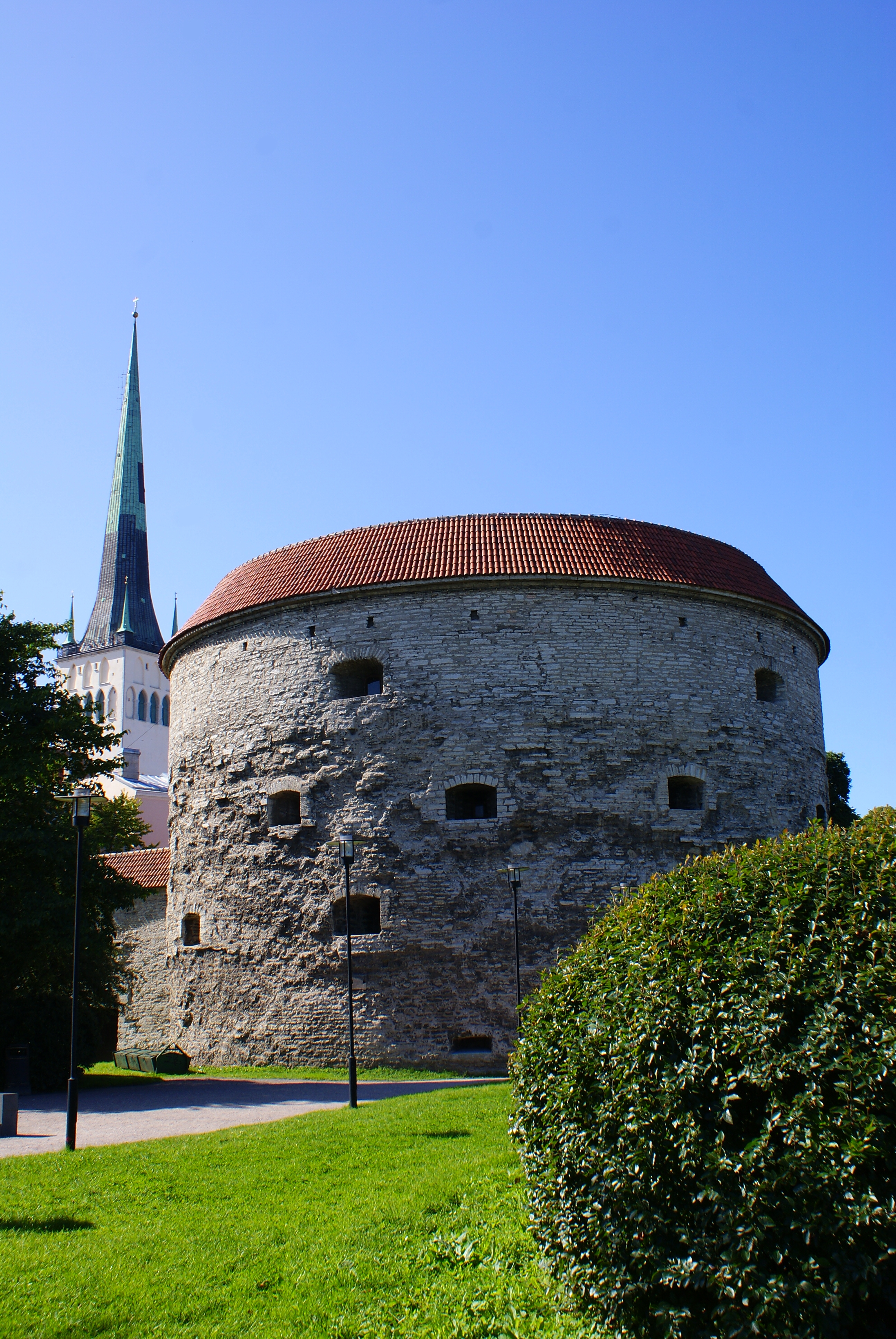
Paks Margareeta

A causa del pendent natural del terreny, l'alçada de la torre era de 16 m al costat oest i de 22 m al costat est. Juntament amb la torre, es va construir una muralla lateral de defensa de 3 m de gruix i 6,8 m d'alçada des de Paks Margareeta fins a la Stoltingi torn (torre de Stolting), formant una unió entre la muralla de la ciutat i la nova torre. La construcció de Paks Margareeta marca la fi de la història de la construcció de la muralla de Tallinn.
Entre el 1640 i el 1650, es va construir el Hornbastion (baluard de banya) davant de la cantonada nord-est de Paks Margareeta. A finals del segle XVI, es va reconstruir com el Suure Rannavärava bastion (baluard de la Gran Porta de la Costa) i s'ha conservat fins avui, enterrant la part inferior de Paks Margareeta.
Entre el 1683 i el 1704, es va reconstruir de nou la torre d'artilleria. El pis original del matacà i el pis que hi havia a sobre van ser enderrocats i substituïts per un pis d'artilleria normal, i la torre es va cobrir amb una teulada de pedra alta.
Després de la Gran Guerra del Nord, s'hi van allotjar condemnats a treballs forçats, que van ser utilitzats en les obres de construcció del port de Tallinn. A la dècada de 1830, la torre es va adaptar com a presó. Fins i tot després que la fortalesa de Tallinn fos eliminada de la llista de fortaleses terrestres russes el 1857, la torre va romandre en poder del cos d'enginyers i va continuar utilitzant-se com a presó. El 1884, es va construir un edifici auxiliar de presó de quatre pisos de pedra calcària al costat sud de la torre (aquest va ser el segon edifici construït com a presó a Tallinn). El jardí de la presó a Margareeta aed (jardí de Margarida), és a dir, prop del baluard de la Gran Porta de la Costa, i l'abocador es van eliminar el 1902, i al seu lloc es va construir un mercat de ferralla o "mercat de reompliment".

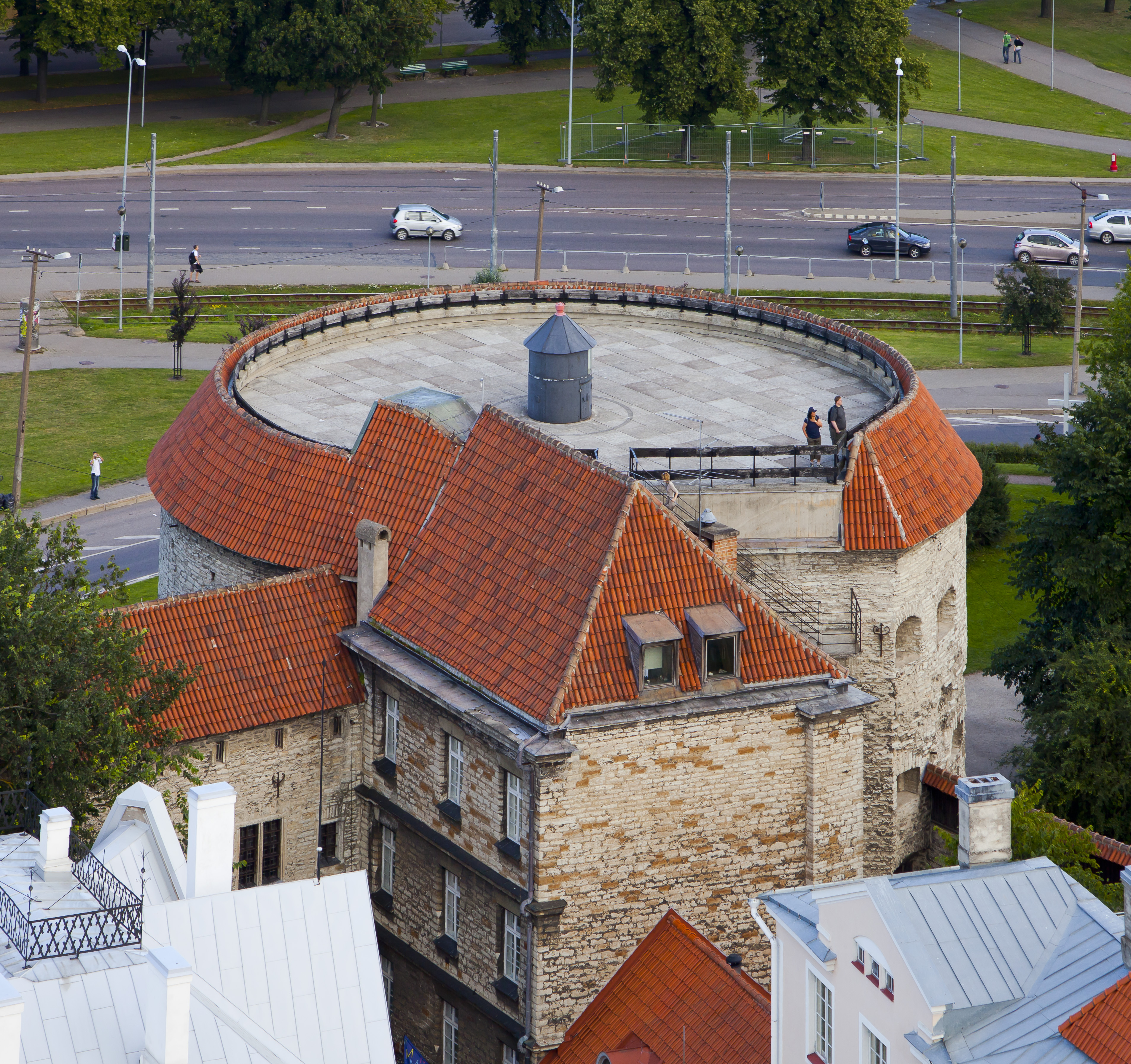
Paks Margareeta des de l'església de St. Olaf

Durant la Revolució de Febrer de 1917, es va incendiar la presó i es van alliberar els presos polítics que hi havia. També es van destruir en l'incendi les construccions de fusta interiors de la torre, la reixa llevadissa de la porta exterior medieval i el seu mecanisme d'elevació. Buscant suposades cel·les subterrànies, la torre va ser dinamitada.
Entre el 1918 i el 1922 la torre d'artilleria va ser propietat del Ministeri de Defensa; del 1922 al 1923 del Ministeri d'Educació i Recerca i del 1923 al 1932 del Ministeri d'Economia i Comunicacions. La torre buida i sense reformar es volia convertir, per exemple, en una sala de ball amb pista giratòria, un cinema i un magatzem de fusta de la ciutat. Finalment, es va imposar la idea de crear el Museu d'Història de Tallinn, els impulsors van ser la Societat d'Història de Tallinn i l'arxiver de la ciutat de l'època, Hugo Peets. Entre el 1938 i el 1940, l'edifici auxiliar de la presó i l'edifici de la porta exterior es van reconstruir per allotjar les dependències del Tallinna Linnamuuseum (Museu de la Ciutat de Tallinn). L'exposició es va inaugurar l'agost del 1940.
Entre el 1978 i el 1980, tot el complex conservat es va reconstruir per al Museu Marítim. Les sales d'exposició del museu es troben a l'interior de la torre; les dependències del personal es troben a l'edifici auxiliar de la presó, sobre la porta exterior i a la torre occidental. Durant les obres de construcció del 2018, es van trobar al sud de la torre fragments de muralla desconeguts fins aleshores, probablement pertanyents a una fase de construcció anterior de la Gran Porta de la Costa, construïda a mitjan segle XV, és a dir, més de 50 anys abans de la torre d'artilleria Paks Margareeta.

Fotografies de 1974
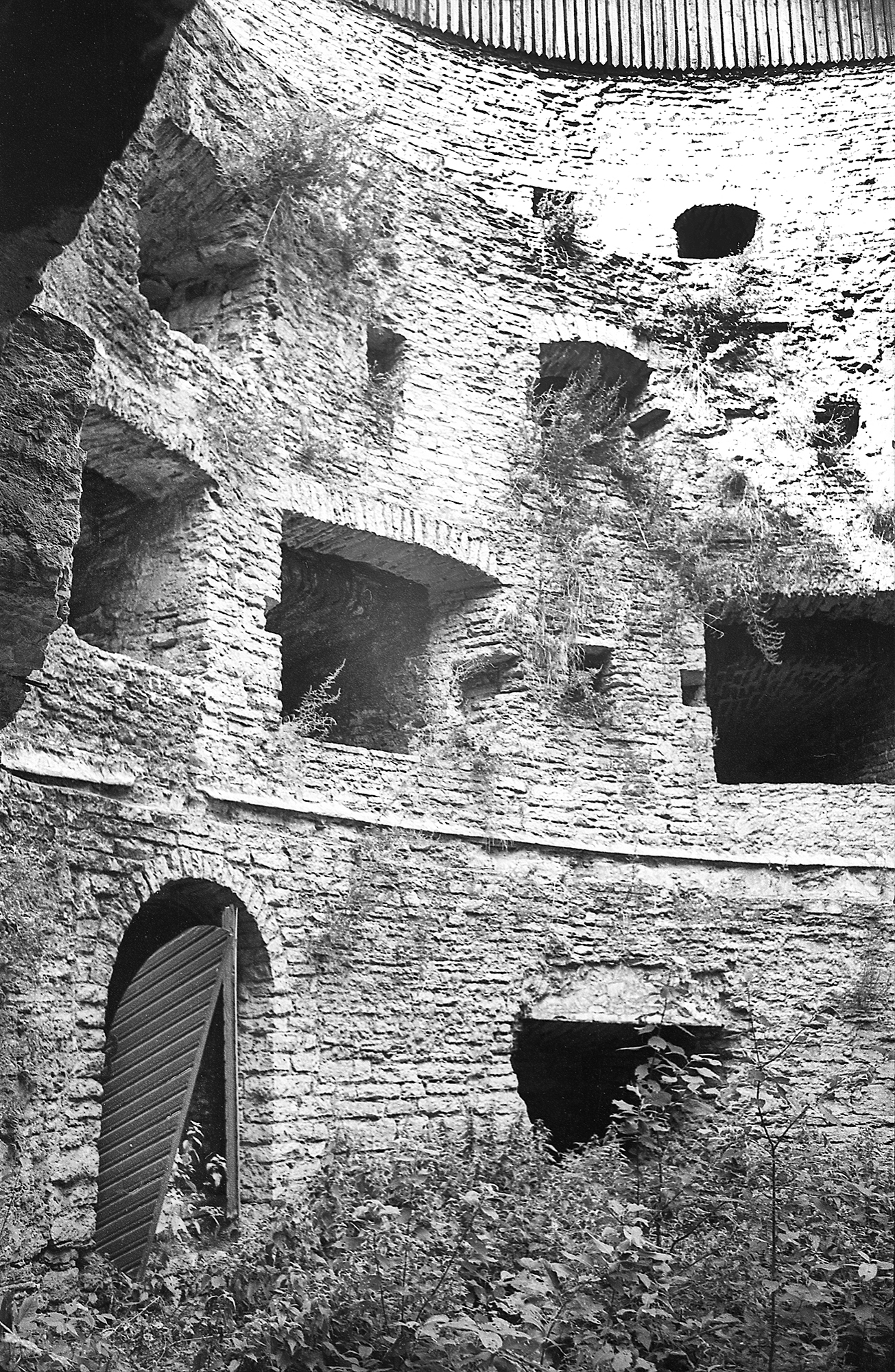
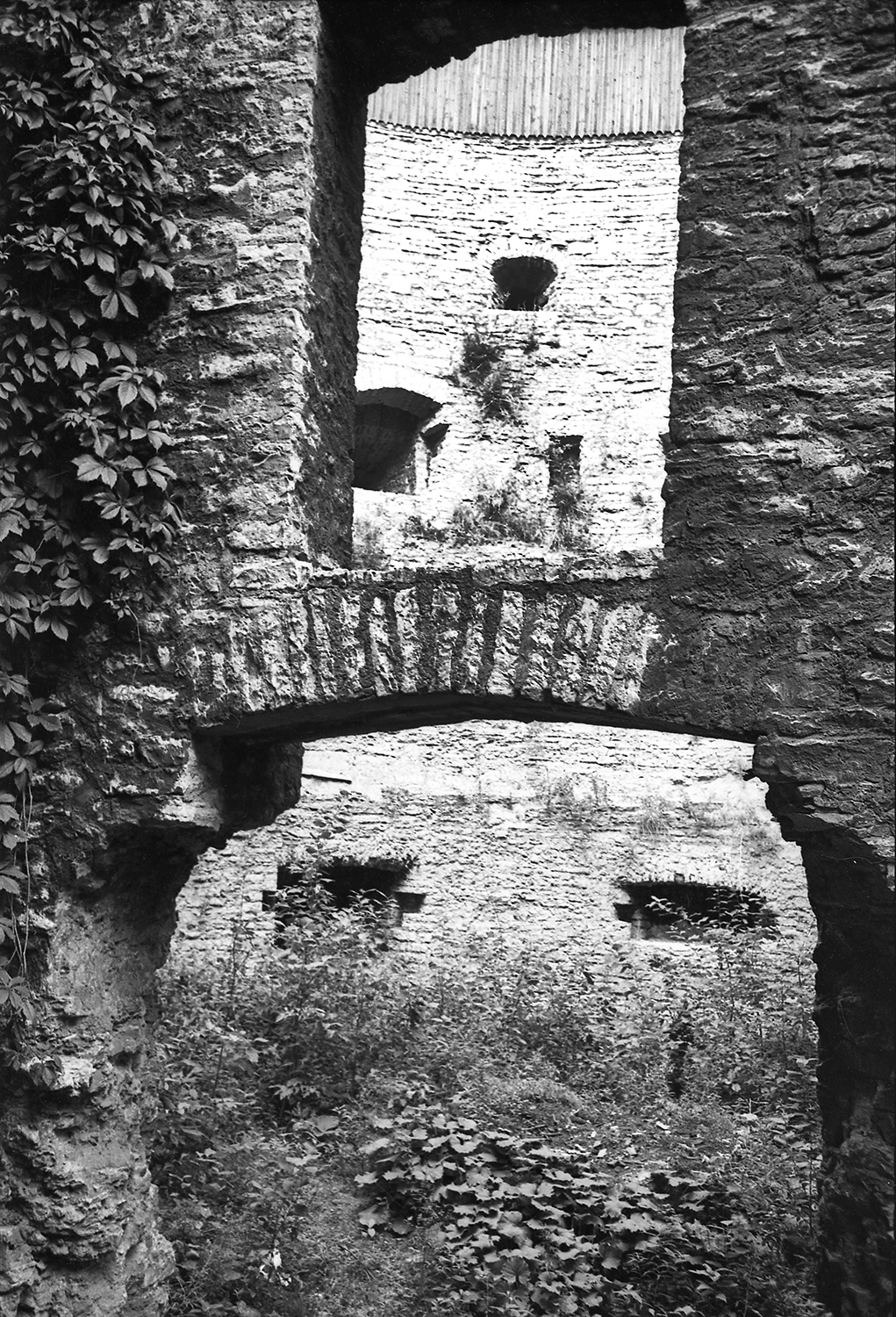
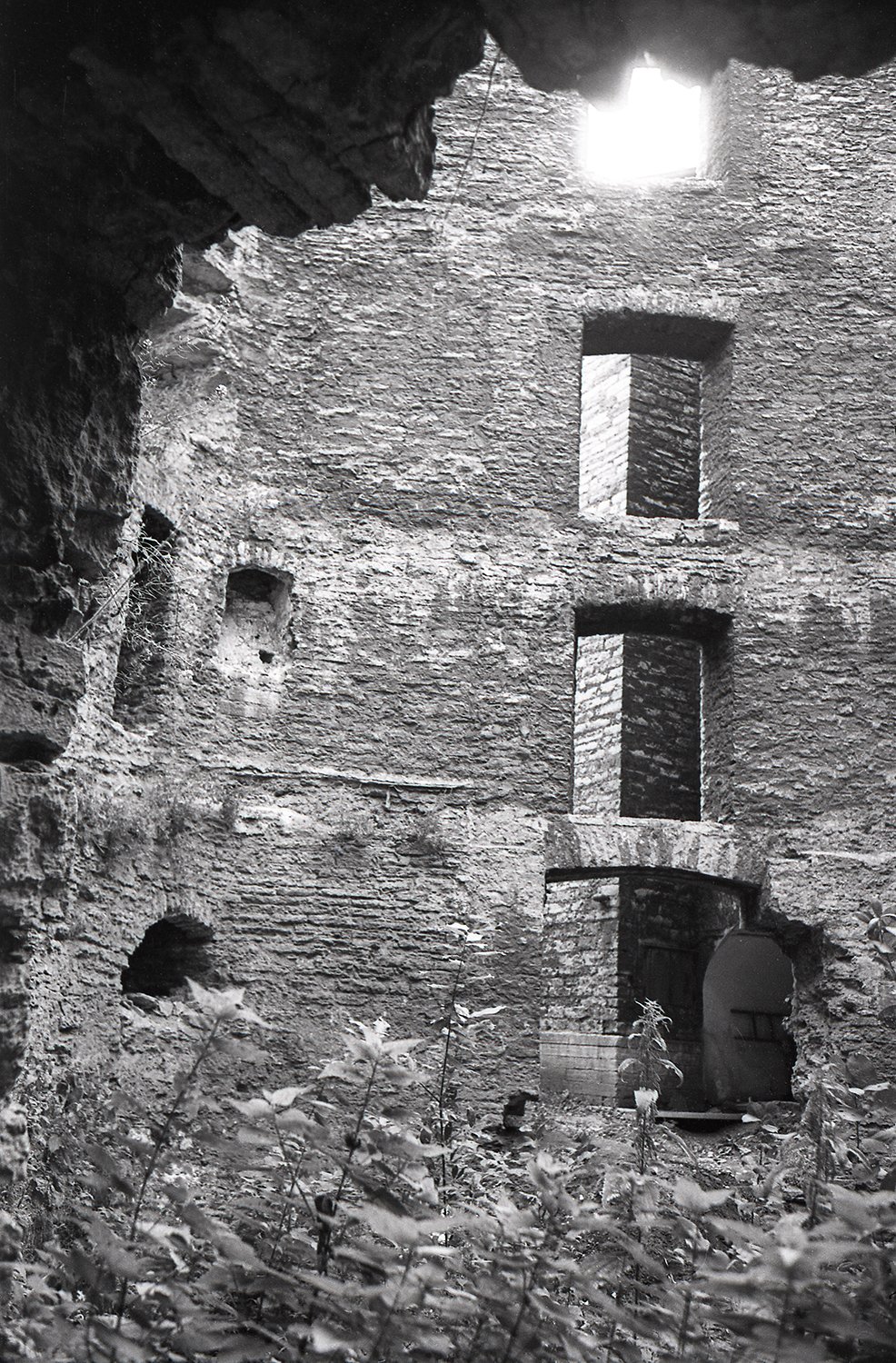
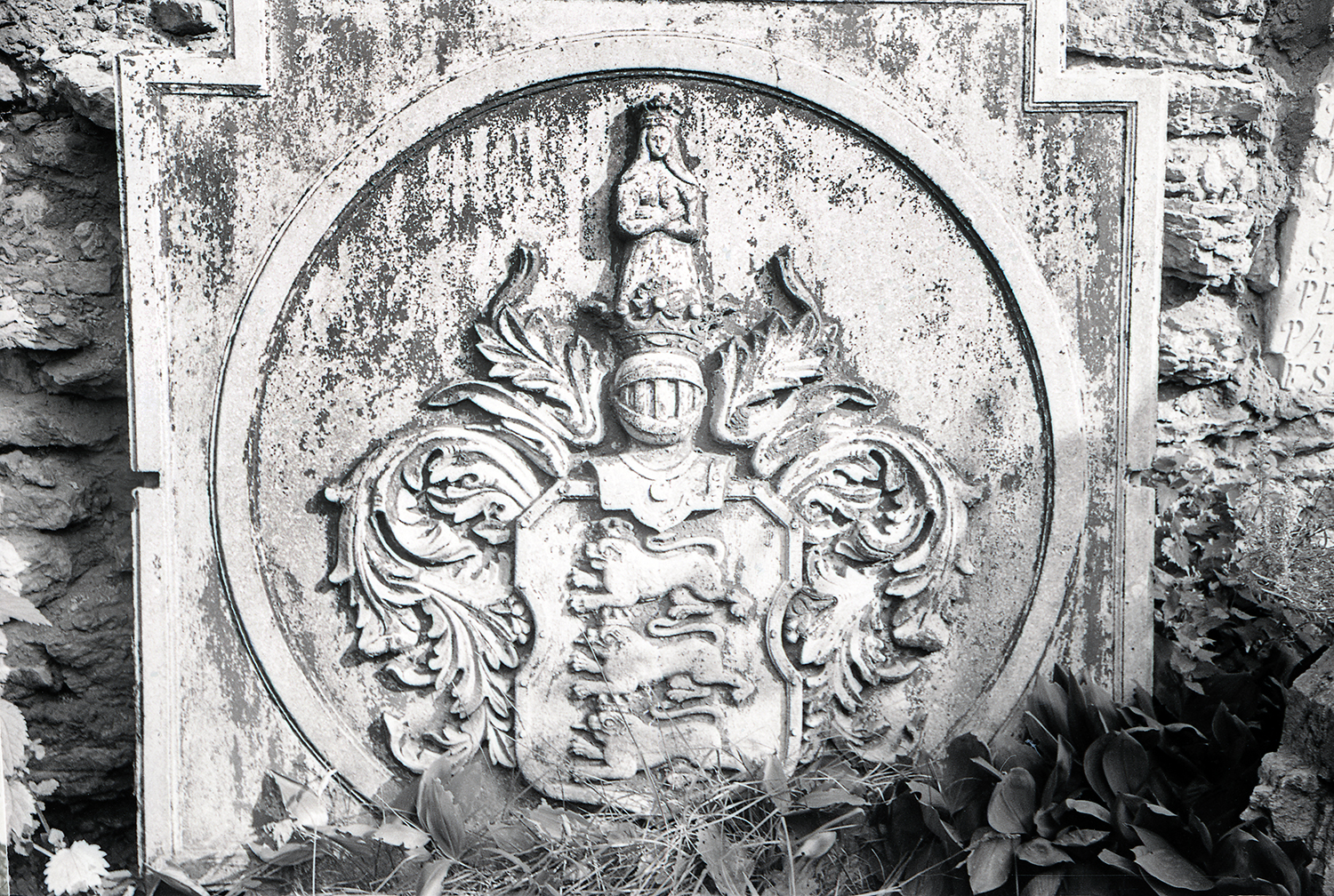
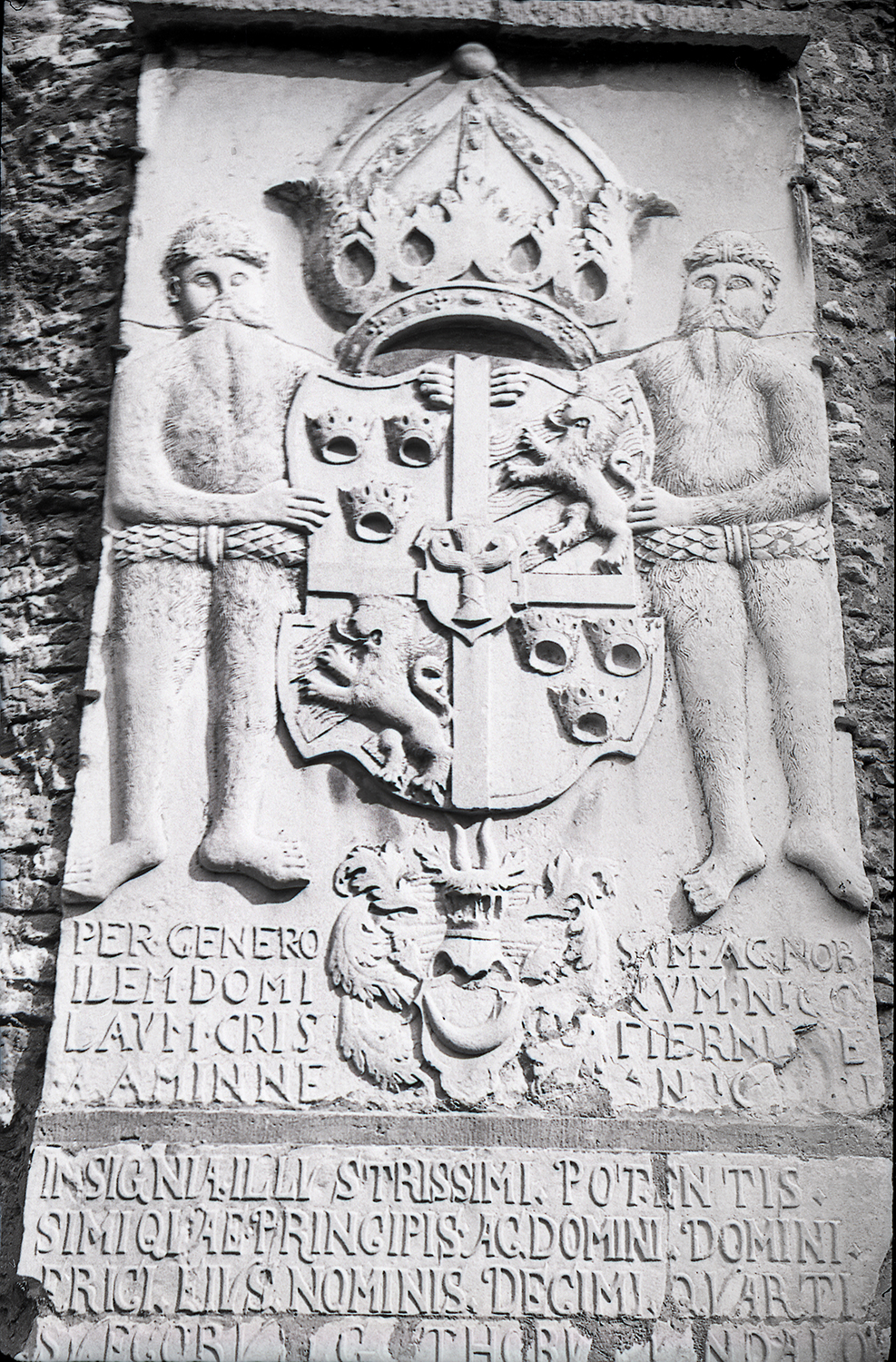
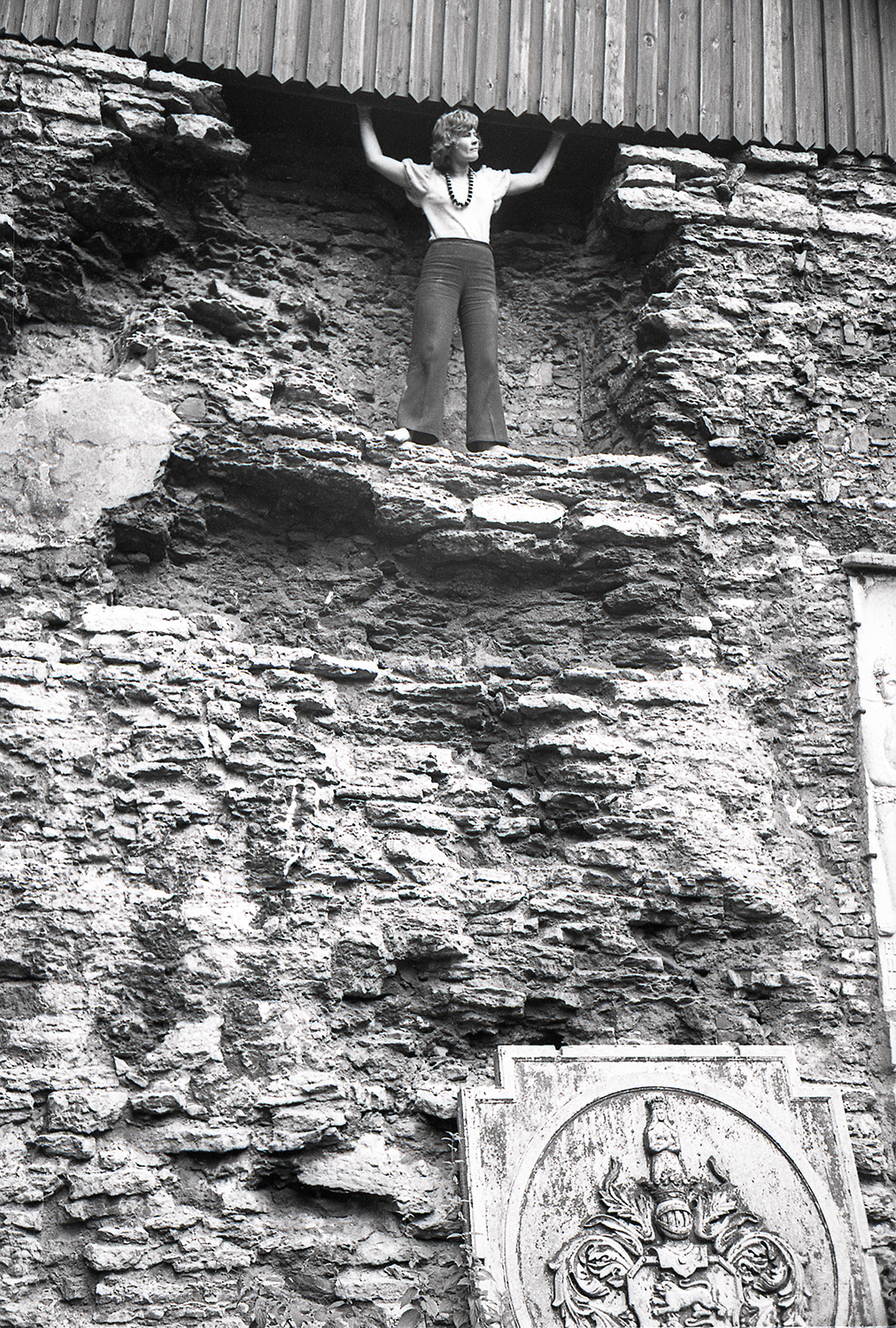